# Joseph Gonzales (Boxer)
Joseph „Jo“ Gonzales (* 6. August 1941 in Narbonne) ist ein ehemaliger französischer Boxer im Halbmittelgewicht und Silbermedaillengewinner der Olympischen Sommerspiele von 1964.

## Amateurkarriere
Der rund 1,73 m große rechtsauslegende Halbmittelgewichtler (bis 71 kg) wurde 1962 bis 1964 Französischer Meister und nahm 1963 an den 15. Europameisterschaften in Moskau teil, wo er erst im Viertelfinale gegen Siegfried Olesch aus der DDR ausschied.
1964 startete er bei den 18. Olympischen Sommerspielen in Tokio und besiegte dabei Koji Masuda, Japan, Anthony Barber, Australien und Nojim Maiyegun, Nigeria. Im Finalkampf musste er sich schließlich Boris Lagutin, Sowjetunion, geschlagen geben und erreichte somit Platz 2.

## Profikarriere
Noch 1964 wurde er Profi und gewann seine ersten 14 Kämpfe in Folge durch Knockout. Seine erste Niederlage erlitt er im November 1965 nach Punkten gegen den US-Amerikaner Ferd Hernandez. Bis Ende 1967 erkämpfte er eine Bilanz von 32 Siegen, 2 Niederlagen und 2 Unentschieden, wobei er mehrere nationale Meister, sowie den Ex-Europameister Yoland Levèque und den späteren Europameister José Hernández besiegte.
Am 1. Dezember 1967 boxte er in Rom um die Europameisterschaft (EBU) im Halbmittelgewicht gegen Sandro Mazzinghi, unterlag dem Italiener jedoch durch K. o. in der vierten Runde. Nach drei weiteren Kämpfen boxte er am 29. November 1968 in Rom erneut um den EBU-Titel gegen Remo Golfarini, musste sich diesem jedoch nach Punkten geschlagen geben. Am 13. März 1970 gewann er noch den Französischen Meistertitel gegen Jean-Baptiste Rolland. Nach zwei K.-o.-Niederlagen gegen Jean-Claude Bouttier und Jacques Kechichian, beendete er seine Boxerlaufbahn im Juni 1974.
Nach seiner aktiven Karriere wurde er Inhaber eines Grill-Restaurants in Narbonne.